# ダニー・シプリアーニ
ダニー・シプリアーニ(Danny Cipriani、1987年11月2日 - )は、イングランドのラグビーユニオン選手。ポジションはフライハーフ(スタンドオフ)。

## 略歴
1987年、イングランドのロンドンに生まれ、2003年には地元クラブワスプス・ラグビー(当時はロンドン・ワスプス)の下部組織に参加した。その後イングランドの16歳以下代表、19歳以下代表のスコッドに選出されている。
2007年にワスプスのトップチームの試合に出場してプレミアシップデビューを飾り、フライハーフとして活躍した。
2008年のシックスネーションズでイングランド代表に選出され、20歳にして代表デビューを飾った。しかし大会期間中に深夜ナイトクラブから出てくるところを写真に撮られ、出場予定だったスコットランド代表戦のメンバーから外されるという出来事が起こっている。
2011年、ワスプスを退団しオーストラリアのスーパーラグビーチームであるレベルズに2年契約で参加した。しかし同年シーズン中にクラブの決まりに反して深夜に外出したことをとがめられ、次の試合のスコッドから外され、さらに遠征メンバーからも外されるなどした。
2012年、レベルズを離れイングランドのセール・シャークスと契約し、プレミアシップに復帰した。
2014年、6年ぶりにイングランド代表に選出され、2015年に自国で開催されるワールドカップへの出場を目指していたが、31名のワールドカップメンバーには選出されなかった。
2016年2月、次の2016年－2017年シーズンから古巣のワスプスに加入することが発表された。
2018年5月、グロスターへの移籍加入が発表された。
2021年3月、バースへの移籍加入が発表された。

## 人物・プレースタイル
トラブルメーカー・問題児として知られ、イングランド、オーストラリアの各クラブに所属していたときにそれぞれ問題を起こしている。その素行の悪さから長らく代表から遠ざかっていた時期もある。
2014年には動物の倫理的扱いを求める人々の会(PETA)による反毛皮運動に参加し、上半身裸の写真が広告に使用された。
プレースタイルとしては、ディフェンス面でたびたび課題を指摘されるもののパス、キック、ステップなどは天才的であり、フライハーフ(スタンドオフ)としては手堅くゲームをコントロールするというよりは創造的にゲームを展開するタイプである。